# ولایت نورستان
ولایت نورستان یکی از ۳۴ ولایت‌ افغانستان به مرکزیت شهر پارون است. نورستان بیست و سومین ولایت پهناور و سی‌وچهارمین ولایت پرجمعیت افغانستان است. پهناوری آن ۹۲۲۵ کیلومتر مربع و جمعیت آن ۱۶۷،۴۲۵ نفر است. از شمال به ولایت بدخشان، از شرق به پاکستان، از جنوب به کنر و لغمان و از غرب به پنجشیر محدود است. ساکنان به زبان محلی نورستانی صحبت میکنند. دیگر زبان میانجی این ولایت پشتو هست. میانگین ارتفاع آن ۲۹۰۰ متر و بلندترین نقطه آن کوه تلَکشه با ۶۴۳۵ متر بلندی است. نورستان از ولایت‌های سرسبز و خوش آب و هوای افغانستان است که دره‌های حاصلخیز آن توسط رودهای الینگار، لندی سین و کنر آبیاری می‌شود.
نورستان یا کالاشستان پیشین در تمام تاریخ خود تا سال ۱۸۹۶ که سپاهیان امیر عبدالرحمن فرماندهٔ افغانستان به این منطقه حمله کردند و مردم این منطقه را مسلمان کردند و به‌دلیل آنکه مردم آن پیرو مذاهب باستانی نیاهند . دین ودائی بودند میان مسلمانان به اشتباه به کافرستان معروف بودند، در حالی که به خدای یکتا به نام دیزاو ایمان داشتند، سرانجام اهالی یا کوچ کردند یا به اسلام گرویدند و این منطقه نورستان نام گرفت. چشمان بیشتر مردم این منطقه آبی می‌باشد.

## نام
نام تاریخی این منطقه کلاشستان هست که قسمتی از آن در پاکستان است. به‌خاطر مذهب غیراسلامی مردم به این ناحیه، کافرستان می‌گفتند. پس از مسلمان کردن با سلاح توسط حاکم وقت افغانستان، نام این منطقه را نورستان گذاشتند.

## جغرافیا

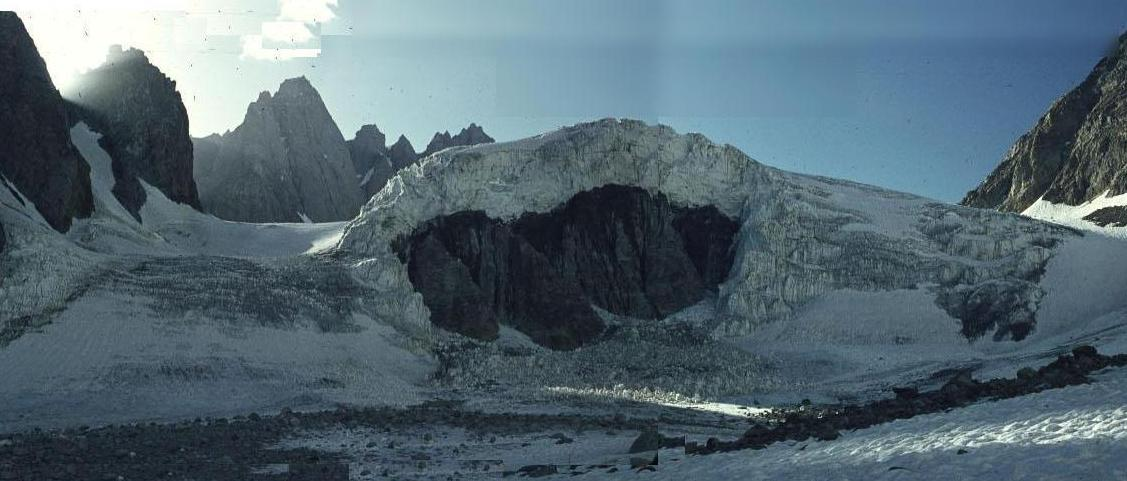
کوه مارچچ منطقه کران و منجان نورستان

قسمت‌های شمالی نورستان از غرب به شرق شامل مناطق رمگل، دره پیج، وایگل و باشگل می‌شود.
نورستان از شمار زیادی درهٔ دالان مانند و کم‌پهنا تشکیل شده که شیب همه این دره‌ها از شمال به جنوب است.
دره پیچ یا نورستان مرکزی از نظر ارتباط با دیگر نقاط نورستان اهمیت ویژه‌ای دارد زیرا توسط دره‌های فرعی با قسمت‌های باختری و خاوری نورستان ارتباط دارد.
مناطق پردرخت نورستان تا ارتفاعات ۴۰۰۰ متری ادامه دارد و بالاتر از آن تنها درخت‌زارهای بید و بته‌زارها دیده می‌شوند.
این ولایت دارای هشت ولسوالی/شهرستان بنام‌های نورگرام، دوآب، مندول، وایگل، واما، کامدیش، برگمتال و پارون (مرکز نورستان) است. در تقسیمات اداری نورستان، چندین دره مردم پشه‌ای چون ملیل و مشپه، وده وو، شاما، ژونیا، پیار و ننگراج جا داده شده است که از نگاه فرهنگی و تاریخی روابط بسیار نزدیکی با هم دارند.
نورستان مجموعاً ۷۵ هزار هکتار علف‌چر و ۲۵۱٬۵۰۴ هکتار جنگل دارد که یک پنجم تمام جنگلات افغانستان را تشکیل می‌دهد که با درختان ارچه، جلغوزه، نشتر، بلوط، اوبخت، سیروب و درختان کوهی باثمری چون بادام، تاک، انجیر و زیتون کوهی پوشیده شده است. نورستان سه دریای بزرگ؛ باشگل، وایگل (پارون) و رمگل و ده‌ها دریاچه کوچک دارد که تمام سال آب دارند. گوشه‌ای از نورستان نیست که آب زلال چشمه در آن روان نباشد و هوای معتدل و پاکیزه دارد.

## زبان
در نورستان شش قبیله به‌نام‌های کته، کام، کلشه، پرسون، اشکون و گوَر زندگی دارند و به پنج زبان مختلف یعنی (کته ویری، واسیو ویری، کلشه الا، تریگامی و اشکونی) گپ می‌زنند.
زبان مادری ۵۰٪ مردم نورستان نورستانی است. زبان پشه‌ای نیز توسط ۱۰٪ از مردم سخن گفته می‌شود. زبان پشتو زبان مکتب‌ها، مدرسه‌ها و اداری این ولایت بوده و به حیث زبان دوم توسط بیشتر مردم این ولایت گفته می‌شود.

## مردم
نفوس این ولایت مشتمل بر ۱۳۴٬۱۰۰ نفر است که ۹۹٫۳٪ از آن‌ها نورستانی، ۰٫۶٪ گجری هستند. پنج قبیله در نورستان که به گویش کاتی سخن می‌گویند به نام سیاه‌پوش معروفند و به مردم قبیله‌های پرَسون‌گِلی، وَنگِلی، وامایس و اَشکون اصطلاح سفیدپوش را به‌کار می‌برند.
مردم نورستانی از نظر جمجمه‌شناسی بیشتر سر دراز و موهای پرپشتِ سیاه دارند. چشمان آبی نیز در این منطقه زیاد دیده می‌شود.

## تقسیمات

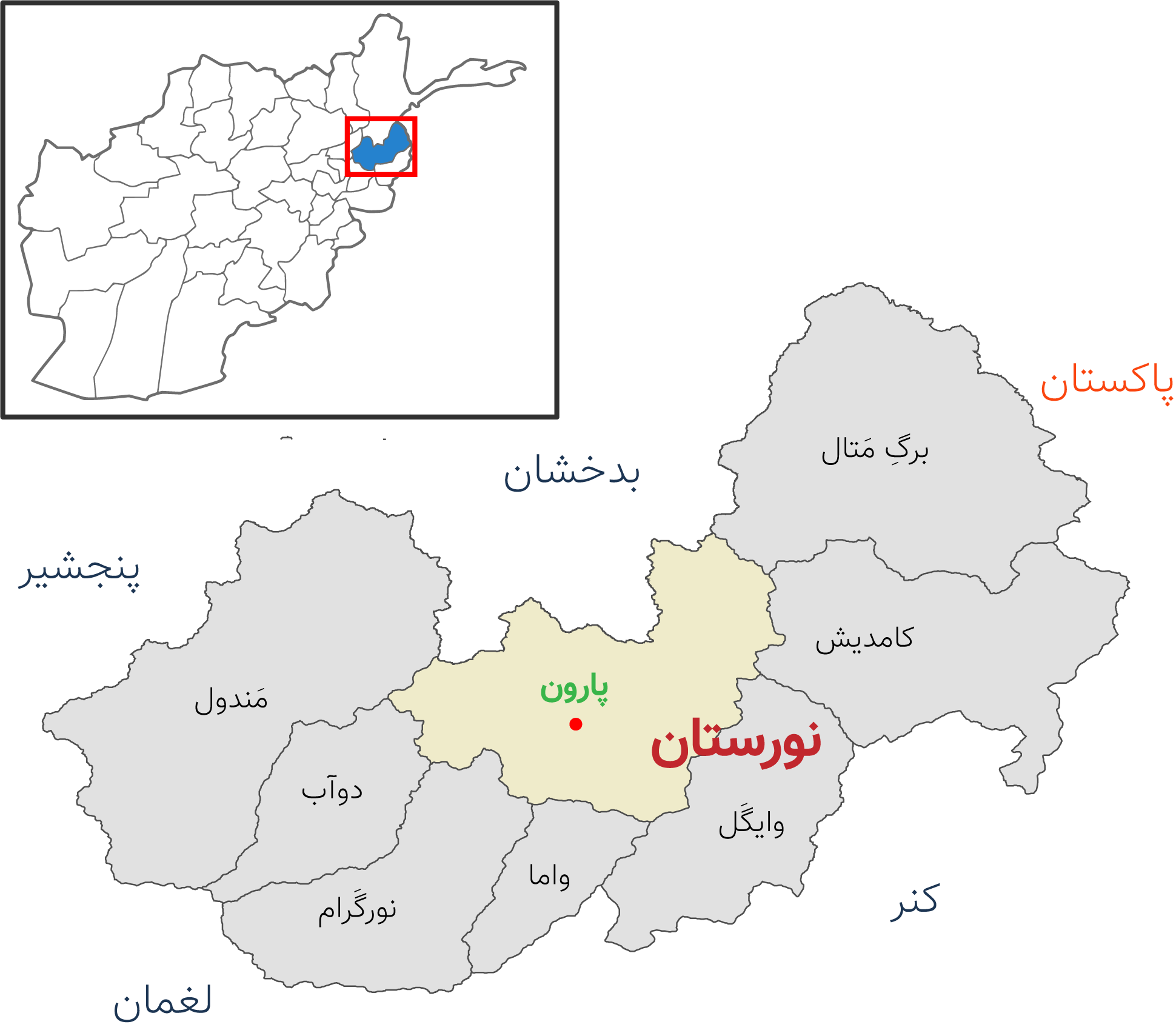
ولسوالی‌های نورستان

نورستان در تقسیمات کشوری کنونی افغانستان به ۸ ولسوالی/شهرستان تقسیم می‌شود:
- برگِ مَتال
- پارون
- دوآب
- کامدیش
- مَندول
- نورگَرام
- واما
- وایگَل